# Androsthenes (Stratege)
Androsthenes (altgriechisch Ἀνδροσθένης) war ein im 1. Jahrhundert v. Chr. lebender thessalischer Feldherr.
Androsthenes war 48 v. Chr., als der römische Bürgerkrieg zwischen Caesar und Pompeius im Gang war, Stratege des Thessalischen Bundes. Auf die übertriebene Nachricht vom Sieg des Pompeius in der Schlacht bei Dyrrhachium (Juli 48 v. Chr.) verschloss er dem aus Epirus gegen Thessalien heranrückenden Caesar die Tore der Grenzstadt Gomphoi, in der er auch eilig zusammengezogene Truppen stationierte. Gleichzeitig sandte er Boten an Scipio und Pompeius, dass sie ihm rasch zu Hilfe kommen sollten, da er keine lange Belagerung aushielte. Caesar konnte die Stadt nach seiner Ankunft aber noch am gleichen Tag erstürmen und gab sie seinen Soldaten zur Plünderung frei, um ein abschreckendes Exempel zu statuieren.